# Jannick Bagge
Jannick Bagge (født 16. Januar 1994 i København) er en dansk atlet og bobslædepilot.
Bagge var medlem af Glostrup IC frem til 2007, derefter i Hvidovre AM (2008-2016) og er i Københavns IF fra 2017. Han vandt det danske mesterskab i trespring indendørs 2019 og satte personlige rekord ved Universiaden 2019 i Napoli, Italien med et spring på 15,28. Han forbedrede sig til 15,45 da han samme år også vandt DM udendørs. 2020 vandt han igen DM i trespring både inde og ude. Han deltog også i Universiaden 2017 I Taipei.
Bagge debuterede som pilot, sammen med bremserne Simon Darville og Marius Glenner-Frandsen, i Europa cupen i bobslæde i Winterberg i december 2020. Forarbejdet med at skabe Bobslæden Danmark har været i gang siden slutningen af 2019 og består udover de tre ovennævnte også af Lukas Medina Sørensen, Mads Lunø og Rasmus Overgaard. Ambitionen er at kvalificere sig til vinter-OL 2026 i 2-mands-bob eller 4-mands-bob, eller måske endda begge dele.